# 사나카니카족
사나카니카족(산스크리트어: सनकनिकः)은 강력한 굽타 황제 사무드라굽타에 의해 복속된 여러 부족 중 하나이다. 사나카니카족은 아마도 비디샤 인근에 살았을 것이다.

## 역사
사나카니카족은 아마도 비디샤 인근에 살았을 것이다. D.R. 반다르카르는 그들이 비디샤 지방을 소유하고 있었다고 언급하지만, 그는 또한 비디샤에 가나파티나가(사무드라굽타에 의해 복속된 왕들 중 하나)의 왕국을 비정시키고 있다. 그들은 강력한 굽타 황제 사무드라굽타에 의해 정복되었다.
그들은 사무드라굽타의 명령에 복종하고 그에게 온갖 종류의 공물, 선물 및 세금을 바친 부족들 중 하나였다.
그들은 정복된 후에 굽타 제국의 봉토로서 자신들의 땅을 다스리는 것이 허용되었다. 이 부족의 통치자인 사나카니카 마하라자는 굽타 황제 찬드라굽타 2세의 봉신이었다.

## 같이 보기
- 사무드라굽타
- 말라바족